# John Danforth
John Claggett Danforth (San Luis, 5 de septiembre de 1936) es un político estadounidense retirado y sacerdote Episcopaliano que comenzó su carrera en 1968 como fiscal general de Misuri y se desempeñó durante tres períodos como senador de los Estados Unidos por el estado de Misuri. Entre 2004 y 2005, se desempeñó brevemente como embajador de los Estados Unidos ante las Naciones Unidas.

## Biografía
Asistió a St. Louis Country Day School y luego a la Universidad de Princeton, donde recibió su licenciatura en religión en 1958. Se graduó en la Escuela de Derecho Yale y en la Escuela de Divinidad Yale en 1963. Trabajó como abogado en la ciudad de Nueva York y en San Luis. También está ordenado al clero de la Iglesia Episcopal.
Fue elegido en 1968 como fiscal general de Misuri, siendo reelegido en 1972. En 1970, se había postulado sin éxito para una banca en el Senado de los Estados Unidos, por el Partido Republicano, lográndolo las elecciones de 1976, cubriendo la vacante causada por la renuncia de Stuart Symington. Fue reelegido en 1982 y 1988. Representó al estado de Misuri durante 18 años, formando parte de los comités de finanzas, de comercio, ciencia y transporte, y de inteligencia. Fue el primer senador de Misuri en presidir un importante comité legislativo desde 1919 y el primer republicano de su Estado en ser elegido tres mandatos como senador.
En septiembre de 1999, fue designado asesor especial por la fiscal general Janet Reno para investigar el comportamiento del gobierno federal en el asedio de Waco (Texas). El 6 de septiembre de 2001, el presidente George W. Bush lo designó enviado especial para la paz en Sudán, representando a Estados Unidos en las negociaciones de paz para finalizar la guerra civil sudanesa.
El 1 de julio de 2004,fue juramentado como embajador de los Estados Unidos ante las Naciones Unidas, sucediendo a John Negroponte, quien dejó el cargo luego de convertirse en embajador de los Estados Unidos en Irak. Permaneció en Naciones Unidas solo durante seis meses. Danforth fue mencionado como sucesor del Secretario de Estado Colin Powell. Seis días después del anuncio de que Condoleezza Rice tomaría el cargo, Danforth presentó su renuncia el 22 de noviembre de 2004, a partir del 20 de enero de 2005.
Fue presidente del Consejo de Seguridad de las Naciones Unidas en el mes de noviembre de 2004.

## Publicaciones
- Resurrection: The Confirmation of Clarence Thomas, Viking, 1994
- Faith and Politics: How the "Moral Values" Debate Divides America and How to Move Forward Together, Viking Press, 2006. ISBN 978-0670037872
- The Relevance of Religion: How Faithful People Can Change Politics, Random House, 2015. ISBN 978-0812997903